# Niddodi Ramachandra Bhatt
Pour les articles homonymes, voir Bhatt (homonymie).
Niddodi Ramachandra Bhatt, né le 24 juillet 1920 à Moodbidri et mort en 24 juillet 2009, est un chercheur indianiste indien.
Il est connu pour ses connaissances dans le domaine du shivaïsme, des tantras et des agamas, et pour son étroite collaboration avec Jean Filliozat au sein de l'Institut français de Pondichéry. C'est grâce à lui que 12 500 manuscrits de la collection de l'Institut furent  réunis.